# Международный торговый центр (Берлин)

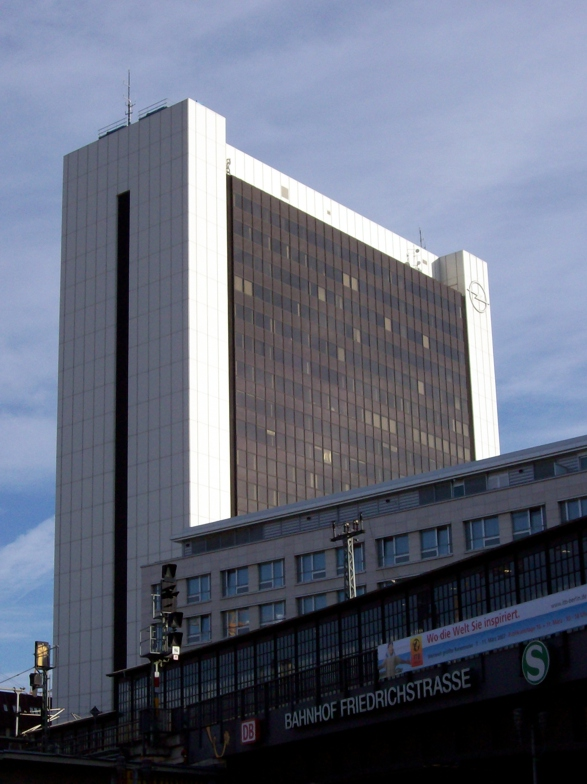
Международный торговый центр в Берлине

Международный торговый центр (нем. Internationales Handelszentrum, сокр. IHZ) — высотное здание в берлинском районе Митте.
Международный торговый центр занимает участок между улицами Георгенштрассе, Планкштрассе, Доротеенштрассе и Фридрихштрассе. Высота 25-этажного здания МТЦ в Берлине с примечательными большими чёрными стеклянными поверхностями в белом обрамлении составляет 93,5 м. Проект Международного торгового центра в Берлине в 1970-е годах разработал директор управления строительства Эрхардт Гиске. Здание возводилось в 1976—1978 годах японской компанией Kajima Corporation. Со стороны Фридрихштрассе к МЦТ до 2000 года примыкало цокольное строение в три этажа, где размещались предприятия общественного питания и розничной торговли. В 2000 году оно было снесено, а на его месте были возведены два новых здания высотой 35 м, в которых разместились жилой и офисный комплексы и отель. Берлинский МТЦ располагает паркингом на 600 мест. В 2003—2012 годах на крыше высотного здания МТЦ размещался большой логотип автомобильной марки Opel.
В здании МТЦ помимо офисов различных международных компаний ещё во времена ГДР размещались некоторые посольства. После перевода столицы объединённой Германии в Берлин в Международном торговом центре в 1999—2004 годах временно располагались посольства Нидерландов и Канады. В настоящее время в берлинском МТЦ размещаются представительства 135 компаний из 15 стран мира.